# Szelonka
Szelonka (niem. Neuvorwerk) – uroczysko-dawna miejscowość (niestandaryzowany przysiółek wsi Biedrzychowice) w Polsce, położona w województwie opolskim, w powiecie prudnickim, w gminie Głogówek. Historycznie leży na Górnym Śląsku, na ziemi prudnickiej.
Wśród lokalnej ludności funkcjonuje nazwa Szelónka. Nazwa ta ma pochodzić od szelontania, mieszania.
Położona przy drodze z Biedrzychowic do Rozkochowa. Na północnej granicy zabudowań Szelonki odkryto stanowisko późnośredniowieczne. Według Meyers Gazetteer Szelonka była folwarkiem należącym do Biedrzychowic. Zamieszkiwało ją 40 osób. W 1921 w zasięgu plebiscytu na Górnym Śląsku znalazła się tylko część powiatu prudnickiego. Szelonka znalazła się po stronie wschodniej, w obszarze objętym plebiscytem. Po II wojnie światowej znajdowało się w niej państwowe gospodarstwo rolne. W spisie gromad i miejscowości w powiecie prudnickim na dzień 1 stycznia 1953 wymieniono Szelonkę jako przysiółek Biedrzychowic. W 1966 w przysiółku mieszkało 19 osób. W opracowanej w 1971 przez Powiatowy Inspektorat Statystyczny w Prudniku Statystycznej charakterystyce miejscowości w gromadach powiatu prudnickiego, miejscowość została wymieniona pod nazwami But i Szelonka.